# Gehyra interstitialis
Gehyra interstitialis (дтелла Удеманса) — вид геконоподібних ящірок родини геконових (Gekkonidae). Ендемік Індонезії.

## Поширення і екологія
Дтелли Удеманса відомі за типовим зразком, зібраним в околицях Міміки-Бару на південному заході Нової Гвінеї.